# Christmas in the Chapel
Christmas in the Chapel – płyta koncertowa zespołu Marillion nagrana w Union Chapel w Islington, Londyn 7 grudnia 2002 jako część świątecznej trasy koncertowej. Podczas koncertu zespół zagrał m.in. świąteczną piosenkę "Gabriel's Message".

## Lista utworów
1. Seasons End
2. Between You and Me
3. Quartz
4. Beautiful
5. Map of the World
6. This is the 21st Century
7. Man of a Thousand Faces
8. Uninvited Guest
9. This Town
10. The Rakes Progress
11. 100 Nights
12. The Great Escape
13. Mad
14. Afraid of Sunlight
15. Gabriel's Message
16. This Strange Engine
17. Easter
18. Cover My Eyes